# Kup europskih prvaka 1989./90. (vaterpolo)
Kup europskih prvaka 1989./90. igralo je 8 momčadi. 

## Turnir
- Catalunya - Vasas 5:6, 6:6 (ukupno 11:12)
- CSKA Sofija - Mladost 8:11, 11:15 (ukupno 19:26)
- CSK VMF Moskva - Posillipo 13:11, 9:8 (ukupno 22:19)
- Spandau - Dinamo Bukurešt 13:9, 11:10 (ukupno 24:19)

- Mladost - Vasas 10:4, 9:7 (ukupno 19:11)
- CSK VMF Moskva - Spandau7:10, 8:7 (ukupno 15:17)

- Spandau - Mladost 1:9, 9:11 (ukupno 10:20)

- prvak Europe 1989./90.:  Mladost (peti naslov)
  - Andrija Popović, Mladen Miškulin, Dubravko Šimenc, Igor Milanović, Damir Vincek, Mladen Erjavec, Milorad Damjanić, Perica Bukić, Ladislav Vidumansky, Josip Vezjak, Tomaž Lašič, Krešimir Rukavina, Ratko Štritof, Dario Kobeščak. Trener: Duško Antunović[1]